# Metazaleptus hirsutus
Metazaleptus hirsutus is een hooiwagen uit de familie Sclerosomatidae.